# (3749) Balam
(3749) Balam es un asteroide perteneciente al cinturón de asteroides que orbita entre Marte y Júpiter, fue descubierto por Edward L. G. Bowell el 24 de enero de 1982 desde el observatorio Anderson Mesa, Estados Unidos.

## Designación y nombre
Se designó inicialmente como 1982 BG1. Posteriormente, en 1988, recibió su nombre en honor al astrónomo canadiense David D. Balam.

## Características orbitales
Balam está situado a una distancia media del Sol de 2,237 ua, pudiendo alejarse hasta 2.482 ua y acercarse hasta 1.992 ua. Su inclinación orbital es 5,382 grados y la excentricidad 0,1095. Emplea 1.222 días en completar una órbita alrededor del Sol.

## Características físicas
Su magnitud absoluta es de 13,3 y emplea 2,805 horas en completar una vuelta sobre su eje.

## Satélites
En febrero de 2002 se anunció, por un equipo de investigadores del SwRI, la UA, el JPL y el OSUG, usando el Telescopio Gemini Norte de Mauna Kea en Hawái, el descubrimiento de un satélite con un diámetro de aproximadamente 1,5 km, denominado S/2002 (3749) 1, que le orbita a 289 ± 13 km en 61 ± 10 días, con una excentricidad orbital de aproximadamente 0.9.
En marzo de 2008, Franck Marchis descubrió un tercer compañero, de unos aproximadamente 3 km de diámetro, haciendo de este un sistema triple.